# Kleinbahn Tangermünde–Lüderitz
| Streckenlänge: | 18 km               |                                               |                                     |
| Spurweite: | 750 mm (Schmalspur) |                                               |                                     |
| |                     |                                               |                                     |
| \| \| \| Tangermünde Ladestellen am Elb- und Hafenufer \| \| \| \| 0,0 \| Tangermünde ehemals dreischienig \| Tangermünde ehemals dreischienig \| \| \| \| nach Stendal (Normalspur) \| \| \| \| \| \| \| \| \| 1,6 \| Tangermünde Neustadt \| Tangermünde Neustadt \| \| \| 5,6 \| Grobleben \| Grobleben \| \| \| 7,8 \| Elversdorf \| Elversdorf \| \| \| \| \| \| \| \| 8,8 \| Demker \| Demker \| \| \| \| Magdeburg-Wittenbergesche Eisenbahn \| \| \| \| \| Demker (Anschlussbahnhof) \| \| \| \| \| \| \| \| \| 10,2 \| Bellingen \| Bellingen \| \| \| 11,8 \| Hüselitz \| Hüselitz \| \| \| 14,9 \| Klein Schwarzlosen \| Klein Schwarzlosen \| \| \| 16,4 \| Groß Schwarzlosen \| Groß Schwarzlosen \| \| \| 17,8 \| Lüderitz \| Lüderitz \| |                     |                                               |                                     |
| |                     | Tangermünde Ladestellen am Elb- und Hafenufer |                                     |
| Haltepunkt / Haltestelle Strecke bis hier außer Betrieb | 0,0                 | Tangermünde ehemals dreischienig              | Tangermünde ehemals dreischienig    |
| Abzweig ehemals geradeaus und nach rechts |                     | nach Stendal (Normalspur)                     | nach Stendal (Normalspur)           |
| Strecke mit Straßenbrücke (Strecke außer Betrieb) |                     |                                               |                                     |
| Haltepunkt / Haltestelle (Strecke außer Betrieb) | 1,6                 | Tangermünde Neustadt                          | Tangermünde Neustadt                |
| Haltepunkt / Haltestelle (Strecke außer Betrieb) | 5,6                 | Grobleben                                     | Grobleben                           |
| Haltepunkt / Haltestelle (Strecke außer Betrieb) | 7,8                 | Elversdorf                                    | Elversdorf                          |
| Verschwenkung von rechts (Strecke außer Betrieb) |                     |                                               |                                     |
| Bahnhof (Strecke außer Betrieb) | 8,8                 | Demker                                        | Demker                              |
| Bahnhof quer · Kreuzung geradeaus unten (Strecke geradeaus außer Betrieb) |                     | Magdeburg-Wittenbergesche Eisenbahn           | Magdeburg-Wittenbergesche Eisenbahn |
| Betriebs-/Güterbahnhof Streckenanfang und quer (Strecke außer Betrieb) · Abzweig geradeaus und von rechts (Strecke außer Betrieb) |                     | Demker (Anschlussbahnhof)                     | Demker (Anschlussbahnhof)           |
| Verschwenkung nach rechts (Strecke außer Betrieb) |                     |                                               |                                     |
| Haltepunkt / Haltestelle (Strecke außer Betrieb) | 10,2                | Bellingen                                     | Bellingen                           |
| Bahnhof (Strecke außer Betrieb) | 11,8                | Hüselitz                                      | Hüselitz                            |
| Haltepunkt / Haltestelle (Strecke außer Betrieb) | 14,9                | Klein Schwarzlosen                            | Klein Schwarzlosen                  |
| Bahnhof (Strecke außer Betrieb) | 16,4                | Groß Schwarzlosen                             | Groß Schwarzlosen                   |
| Kopfbahnhof Streckenende (Strecke außer Betrieb) | 17,8                | Lüderitz                                      | Lüderitz                            |

Die Kleinbahn Tangermünde–Lüderitz, auch Rübenbahn genannt, war eine Bahnstrecke im heutigen Sachsen-Anhalt. Ihre Betreibergesellschaft, die Kleinbahn-AG Tangermünde–Lüderitz (TLKB), wurde am 30. April 1902 mit Sitz in Tangermünde gegründet. Wichtigste Aktionäre waren der Preußische Staat und die Provinz Sachsen. Außerdem waren der Landkreis Stendal, die Stadt Tangermünde sowie weitere Gemeinden und Privatpersonen beteiligt.

## Geschichte
Auf der anfangs 16,2 Kilometer langen Strecke in der Spurweite 750 mm wurde der Betrieb am 10. Oktober 1903 aufgenommen. Sie begann am Bahnhof Tangermünde-Neustadt und führte in westlicher Richtung 7,2 Kilometer weit nach Demker, wo sie die Hauptbahn Stendal–Magdeburg unterquerte. Dann ging es noch 9 Kilometer weiter bis zum Endpunkt Lüderitz. Ab 25. Februar 1904 begannen die Züge im Bahnhof Tangermünde der Stendal-Tangermünder Eisenbahn-Gesellschaft, so dass die Strecke nun eine Länge von 17,8 Kilometer aufwies. Dazu kamen noch Anschlussgleise zum Elbhafen in Tangermünde, denn die Hauptaufgabe der Bahn war der Transport landwirtschaftlicher Produkte zum Schiffsanschluss. 1911 verkehrten vier Zugpaare, die einschließlich eines rund halbstündigen Aufenthalts in Demker Richtung Lüderitz rund 90 Minuten brauchten. Drei der Züge Richtung Tangermünde hielten nur kurz in Demker.
Im Jahre 1914 verkehrten nur noch drei Zugpaare, die nun je Strecke zwei Stunden Fahrzeit brauchten. Die Bahn konnte die bald darauf einsetzenden Krisen in der Kriegs- und Nachkriegszeit nicht bestehen, weil sie äußerst sparsam erbaut worden war und die Verkehrssicherheit nicht mehr gewährleistet war. So stand schon auf der Tagesordnung der Gesellschafter-Versammlung vom 11. Januar 1917 der Antrag: „Beschlussfassung  über Außerbetriebsetzung der Bahn und Verkauf der Altmaterialien. Besprechung über den Bau einer normalspurigen Bahn von Tangermünde nach Lüderitz und Weiterführung nach Vinzelberg.“ In Vinzelberg an der Hauptbahn Stendal–Oebisfelde hätte der Anschluss an die „Altmärkische Kleinbahn“ nach Klötze hergestellt werden können.
Dieser Antrag fand zunächst keine Mehrheit. Bereits am 7. Oktober 1917 wurde jedoch der Abschnitt Tangermünde–Demker stillgelegt. Der Streckenteil Demker–Lüderitz folgte am 17. Juni 1920. Die Gesellschaft versuchte immer noch, die Bahn normalspurig zu erneuern und zu verlängern. Als keine Aussicht auf Realisierung dieser Pläne mehr bestand, beschloss man am 21. November 1920 die Liquidation der Gesellschaft. In den ersten dreizehn Jahren des Bestehens der Bahn war nur zwei Mal eine Dividende von je einem Prozent bezahlt worden.

## Fahrzeuge
Die Kleinbahn setzte im Streckendienst zwei von Borsig 1903 gefertigte dreifachgekuppelte Tenderlokomotiven mit den Nummern TLKB Nr. 1 und 2 (C n2t, 5246 und 5247 / 1903) ein. Eine dritte Lokomotive wurde 1910 gekauft und hauptsächlich für den Rangierbetrieb zwischen Tangermünde und dem Elbhafen eingesetzt (B n2t, Henschel 10147 / 1910).